# Санма
Санма — провінція держави Вануату, що займає територію острова країни Еспіриту-Санто, що знаходиться приблизно за 2500 км на північний схід від Австралії, а також острова Мало, назви яких дали назву провінції (за першими літерами слів Санто і Мало). Площа — 4 248 км², населення — 45 855 осіб (2009). Адміністративний центр провінції — місто Луганвіль (на острові Еспіриту-Санто).